# Musikjahr 1805
Liste der Musikjahre

◄◄ | ◄ | 1801 | 1802 | 1803 | 1804 | Musikjahr 1805 | 1806 | 1807 | 1808 | 1809 | ► | ►►

Weitere Ereignisse
Dieser Artikel behandelt das Musikjahr 1805.

## Ereignisse
- Unter dem Titel Des Knaben Wunderhorn beginnen Clemens Brentano und Achim von Arnim mit der Sammlung von Volksliedtexten in drei Bänden. Das Werk wird 1808 abgeschlossen.

## Instrumental und Vokalmusik (Auswahl)
- Ludwig van Beethoven: Am 7. April wird die 3. Sinfonie (Eroica) in Es-Dur op. 55 unter der Leitung des Komponisten im Theater an der Wien erstmals öffentlich aufgeführt. Im gleichen Jahre komponierte Beethoven unter anderem auch folgende Werke: An die Hoffnung – Lied op. 32, 7 Lieder, op. 52; Erstveröffentlichung der Violinsonate Nr. 9 op. 47 im April bei N. Simrock, der Romanze für Violine und Orchester F-Dur op. 50 und der Klaviersonate Nr. 21 op. 53 „Waldstein“; Leonoren-Ouvertüre Nr. 2 op. 72a
- Antonio Salieri: Del redentore lo scempio für vierstimmigen Chor und Orchester (ca. 1805); Messe d-Moll für Soli, vierstimmigen Chor und Orchester; Veni Sancte Spiritus pro Festo Pentecostem, B-Dur für vierstimmigen Chor und Orchester; Lauda Sion Salvatorem C-Dur für vierstimmigen Chor und Orchester
- Anton Eberl: Sonate für Klavier und Violine B-Dur op. 35
- E. T. A. Hoffmann: Bühnenmusik zu Zacharias Werners Trauerspiel Das Kreuz an der Ostsee

## Musiktheater
- 08. Januar: Uraufführung der Oper Eraldo ed Emma von Johann Simon Mayr an der Scala in Mailand
- 12. März: Uraufführung der Oper Julie, ou Le pot de fleurs von Gaspare Spontini in der Opéra-Comique, Paris
- 23. April: Uraufführung der komischen Oper The Soldier's Return or What Can Beauty Do? von James Hook
- 30. April Uraufführung der Oper La Jeune Femme colère von François-Adrien Boieldieu in St. Petersburg.
- 09. Mai: Die Uraufführung der Oper Délia et Verdikan von Henri Montan Berton findet an der Opéra-Comique in Paris statt.
- 05. Juni: Uraufführung der Oper Di locanda in locanda e sempre in sala von Johann Simon Mayr in Venedig.
- 26. Juli: Uraufführung der Oper L’amor coniugale von Johann Simon Mayr in Padua.
- 30. September: Uraufführung der Oper Gulistan ou Le Hulla de Samarcande von Nicolas Dalayrac in Paris, (Opéra-Comique).
- 26. Oktober: Uraufführung der Oper La roccia di Frauenstein von Johann Simon Mayr in Venedig.
- 20. November: Die Uraufführung der ersten Version von Ludwig van Beethovens einziger Oper Fidelio erfolgt am Theater an der Wien in Wien unter der Leitung von Ignaz von Seyfried. Carl Demmer, Anna Milder und Joseph Rothe singen die Hauptrollen.
- 26. Dezember: Uraufführung der Oper Gli americani von Johann Simon Mayr in Venedig

Weitere Uraufführungen
- Michele Carafa: Il fantasma (Oper); Il prigioniero (Oper)
- Joseph Weigl: Vestas Feuer, eine Oper in zwei Akten wird erstmals aufgeführt. Außerdem kommt im gleichen Jahr die deutsche Version der im Jahr 1800 uraufgeführten Oper L’uniforme heraus. Der deutsche Titel des Werks lautet Die Uniform.
- Louis Emmanuel Jadin: Der Komponist bringt folgende drei Opern zur Uraufführung: (1) Les Trois Prétendus; (2) Le Grand-père ou Les Deux Ages und (3) Charles Coypel ou La Vengeance d’un peintre
- Peter von Winter: Der Frauenbund (Komische Oper). Das Libretto stammt von J. M. von Babo. Die Uraufführung fand in München statt. Im gleichen Jahr brachte der Komponist in London noch die Oper Zaira mit einem Libretto von Lorenzo da Ponte, nach Voltaire, heraus.

## Geboren

### Geburtsdatum gesichert

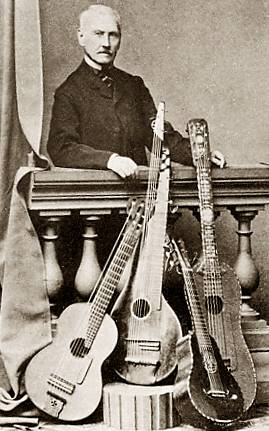
Napoleon Coste; * 27. Juni

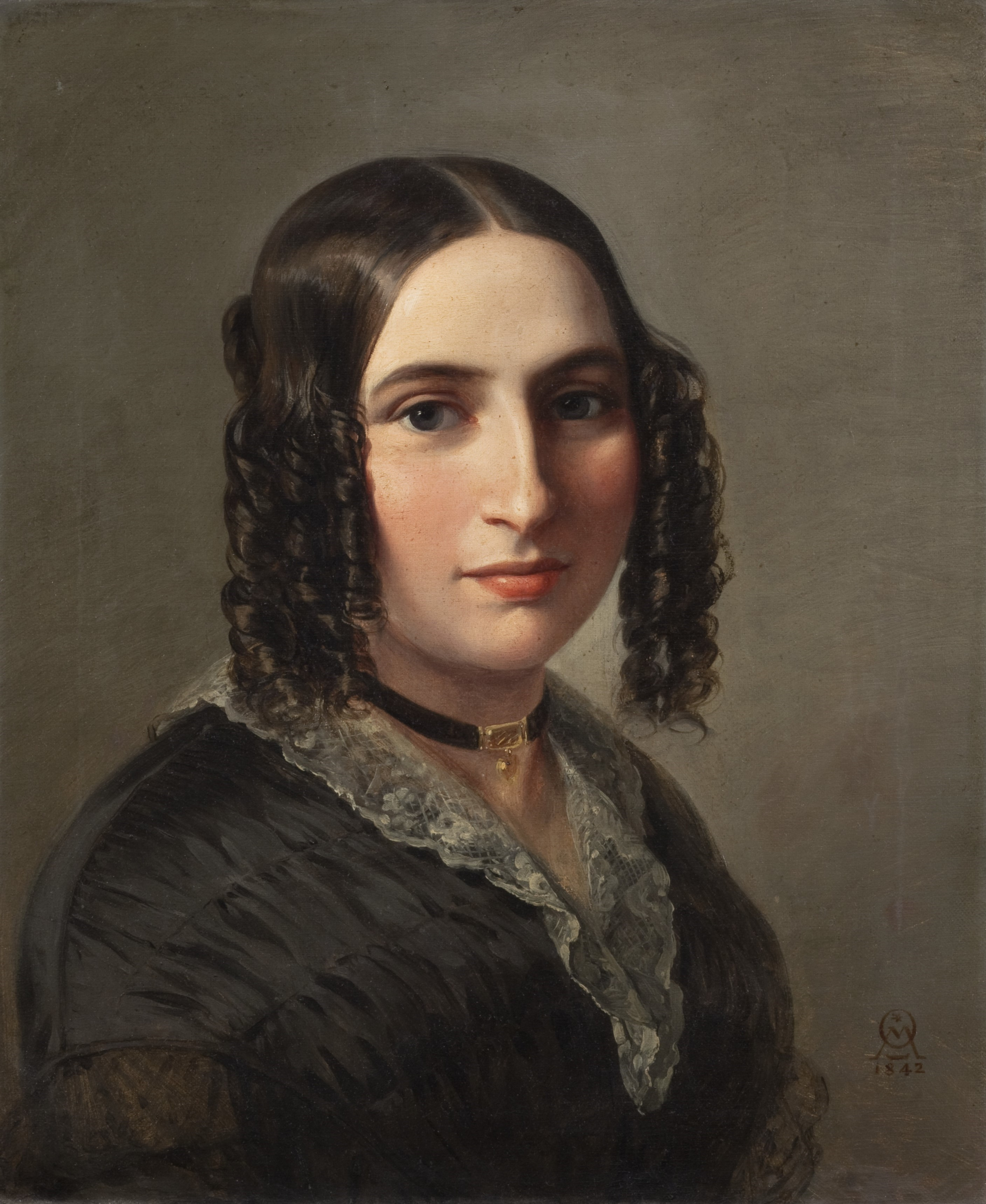
Fanny Hensel; * 14. November

- 12. Januar: Johann Remmers, deutscher Geiger († 1847)
- 15. Januar: Ludwig Bausch senior, deutscher Geigenbauer und Bogenmacher († 1871)
- 02. Februar: Alphonse Gilbert, französischer Komponist und Organist († 1870)
- 03. Februar: Elisabeth Dermer, österreichische Opernsängerin († 1861)
- 05. März: Théodore Labarre, französischer Harfenvirtuose und Komponist († 1870)
- 17. März: Manuel Patricio Rodríguez García, spanischer Opernsänger, Gesangslehrer und Musikpädagoge († 1906)
- 22. März: Jurij Mihevec, slowenischer Komponist († 1882)
- 26. März: Adolf Nicolai, deutscher Unternehmer und Kirchenlieddichter († 1872)
- 29. März: Henriette Grabau-Bünau, Sängerin und erste Lehrerin am Leipziger Konservatorium († 1852)
- 31. März: Abel Burckhardt, Schweizer Pfarrer und Komponist († 1882)
- 05. April: Julius Freudenthal, deutscher Komponist und Numismatiker († 1874)
- 14. Mai: Johann Peter Emilius Hartmann, dänischer Komponist († 1900)
- 05. Juni: Jacob Niclas Ahlström, schwedischer Kapellmeister und Komponist († 1857)
- 12. Juni: Henriette Carl, eine deutsche Opernsängerin in der Stimmlage Sopran († 1890)
- 12. Juni: Johann Anton Stauffer, österreichischer Gitarrenbauer († 1871)
- 17. Juni: Christian Friedrich Ludwig Buschmann, deutscher Musikinstrumentenbauer († 1864)
- 27. Juni: Napoléon Coste, französischer Gitarrist († 1883)
- 27. Juni: Stephen Elvey, britischer Organist und Komponist († 1860)
- 00. Juni: Nikolai Kittel, russischer Geigen- und Bogenhersteller († 1868)
- 16. August: Amancio Alcorta, argentinischer Komponist und Politiker († 1862)
- 21. August: August Bournonville, dänischer Tänzer und Choreograf († 1879)
- 21. August: Franz Svítil, böhmischer Orgelbauer († 1873)
- 26. August: Franz Weber, deutscher Dirigent, Musiklehrer und Domorganist († 1876)
- 07. September: Julie Dorus-Gras, französische Opernsängerin († 1896)
- 01. November: Alessandro Nini, italienischer Komponist († 1880)
- 04. November: John Adams Gilmer, US-amerikanischer Politiker († 1868)
- 14. November: Fanny Hensel, deutsche Komponistin († 1847)
- 06. Dezember: Adolf Reubke, deutscher Orgelbauer († 1875)
- 17. Dezember: John Hart, englischer Geigenbauer († 1874)
- 28. Dezember: Tomás Genovés y Lapetra, spanischer Opern- und Zarzuelakomponist († 1861)

### Genaues Geburtsdatum unbekannt
- Jozef Achtel, polnischer Komponist († 1857)
- Jan Białobłocki, Jugendfreund und Brief-Adressat des polnisch-französischen Komponisten Frédéric Chopin († 1828)
- José Antonio Gómez y Olguín, mexikanischer Organist, Komponist und Musikpädagoge († 1876)
- Borys Halpert, polnischer Theaterleiter, Librettist und Musiker († 1861)
- Antonie Leißring, deutsche Sängerin (Sopran) († 1862)
- Jelisaweta Sergejewna Schaschina, russische Pianistin und Komponistin († 1903)

## Gestorben

### Todesdatum gesichert
- 13. Januar: Franz Anton Ernst, böhmischer Komponist (* 1745)
- 06. April: Laurentius Justinianus Ott, Augustiner-Chorherr, Komponist und Chronist (* 1748)
- 28. Mai: Luigi Boccherini, italienischer Komponist und Cellist (* 1743)
- 31. August: Joseph Marie Clemens dall’ Abaco, italienischer Musiker und Komponist (* 1710)
- 00. August: Ann Griffiths, walisische Dichterin religiöser Lieder (* 1776)
- 04. September: Martin Baur, altösterreichischer Orgelbauer (* 1720)
- 28. November: Jan Výmola, mährischer Orgelbauer (* 1722)

### Genaues Todesdatum unbekannt
- José Francisco Velásquez der Ältere, venezolanischer Komponist (* zwischen 1755 und 1760)

### Gestorben nach 1805
- Joseph Adamer, österreichischer Instrumentalist und Komponist (* vor 1785)